# Corymorpha furcata
Corymorpha furcata is een hydroïdpoliep uit de familie Corymorphidae. De poliep komt uit het geslacht Corymorpha. Corymorpha furcata werd in 1948 voor het eerst wetenschappelijk beschreven door Kramp. 